# Leann Hunley
Leann Hunley (Forks (Washington), 25 februari 1955) is een Amerikaanse actrice die het best bekend is voor haar rollen in soapseries. 
Hunley werd geboren in Forks, in de staat Washington, en studeerde aan de Universiteit van Washington in Seattle. Haar eerste televisieoptreden was in de successerie Hawaii Five-O. Van 1982 tot 1986 speelde ze de rol van Anna Fredericks-DiMera in de serie Days of our Lives. Ze won zelfs een Emmy Award voor beste vrouwelijke bijrol in 1986 voor deze rol. Dan maakte ze de overstap naar de primetimeserie Dynasty, waarin ze tot 1988 Dana Waring Carrington speelde. 
Daarna speelde Hunley nog vele gastrollen in series, zoals Gilmore-girls de moeder van Lohan Huntzberger.